# Ehrwald
Ehrwald és un municipi del districte de Reutte, a l'estat del Tirol (Àustria).
Ehrwald està situat a la base sud del Zugspitze (2950 metres), que és la muntanya més alta d'Alemanya però que és fronterera amb Àustria. La ciutat es troba connectada al Zugspitze amb el telecabina Tiroler Zugspitzbahn.
La seva estació d'esquí està enllaçada amb la de Garmisch-Partenkirchen que es troba al vessant alemany de la muntanya.

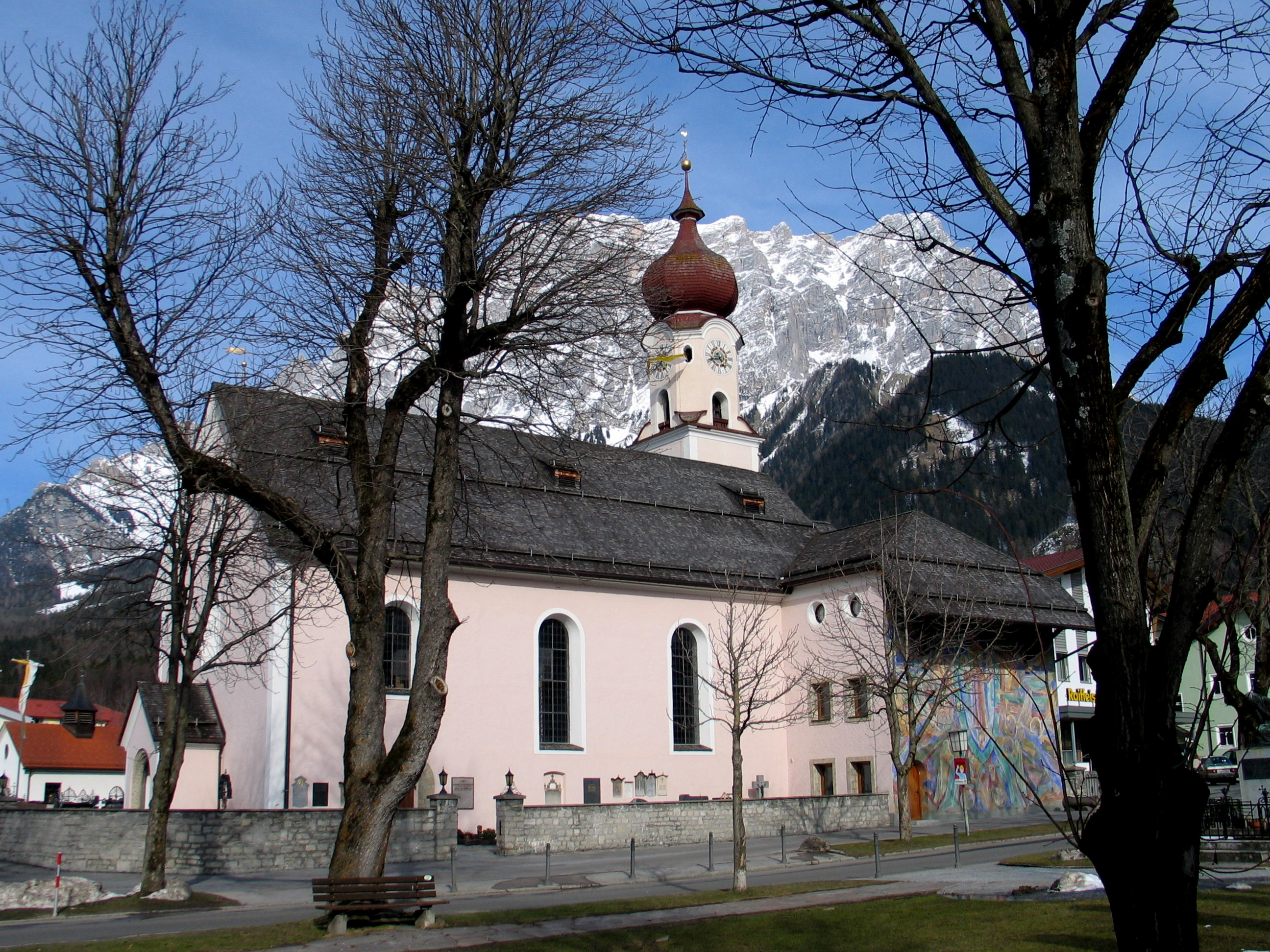
Església de Santa Maria.
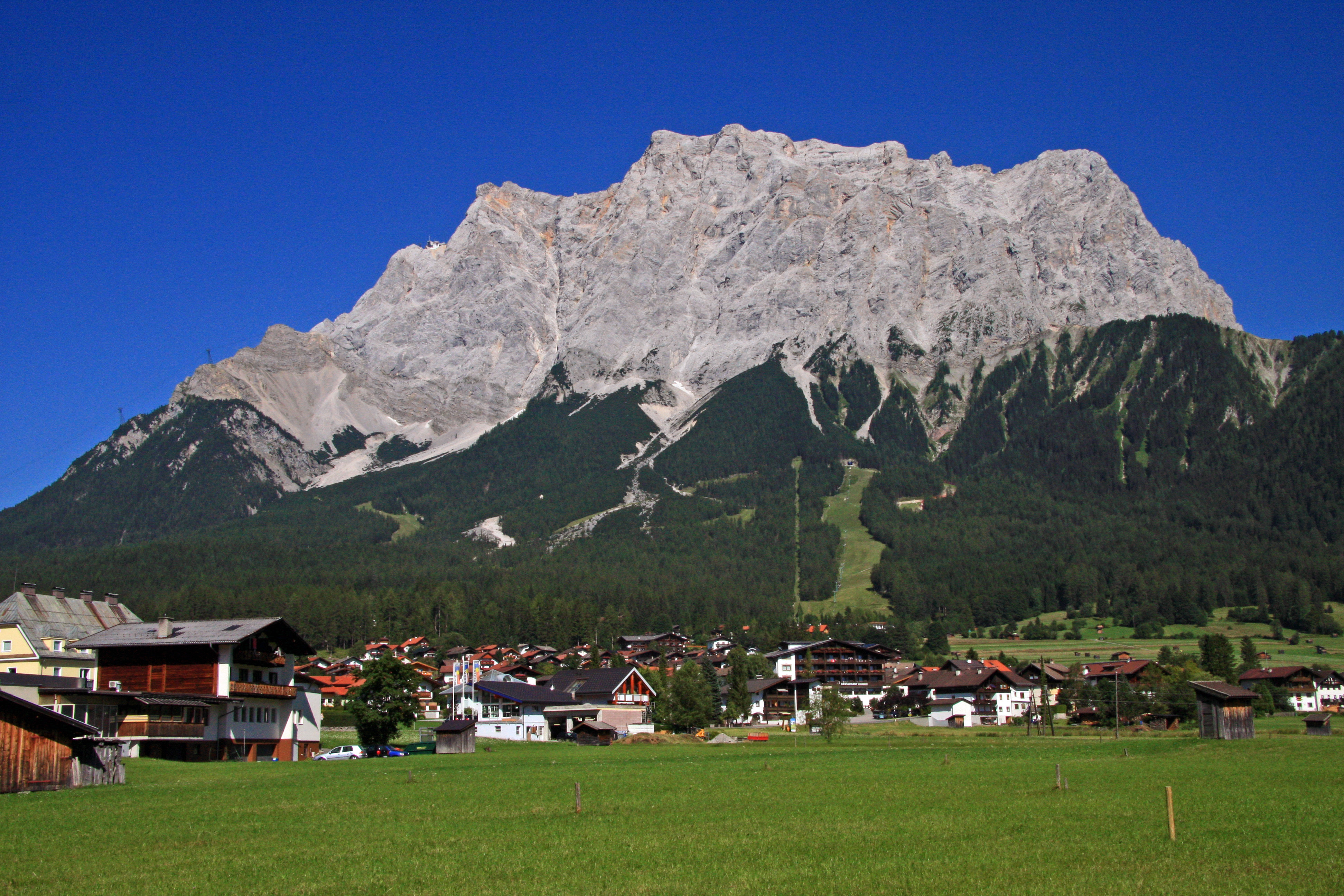
Ehrwald amb el Zugspitze al darrere.
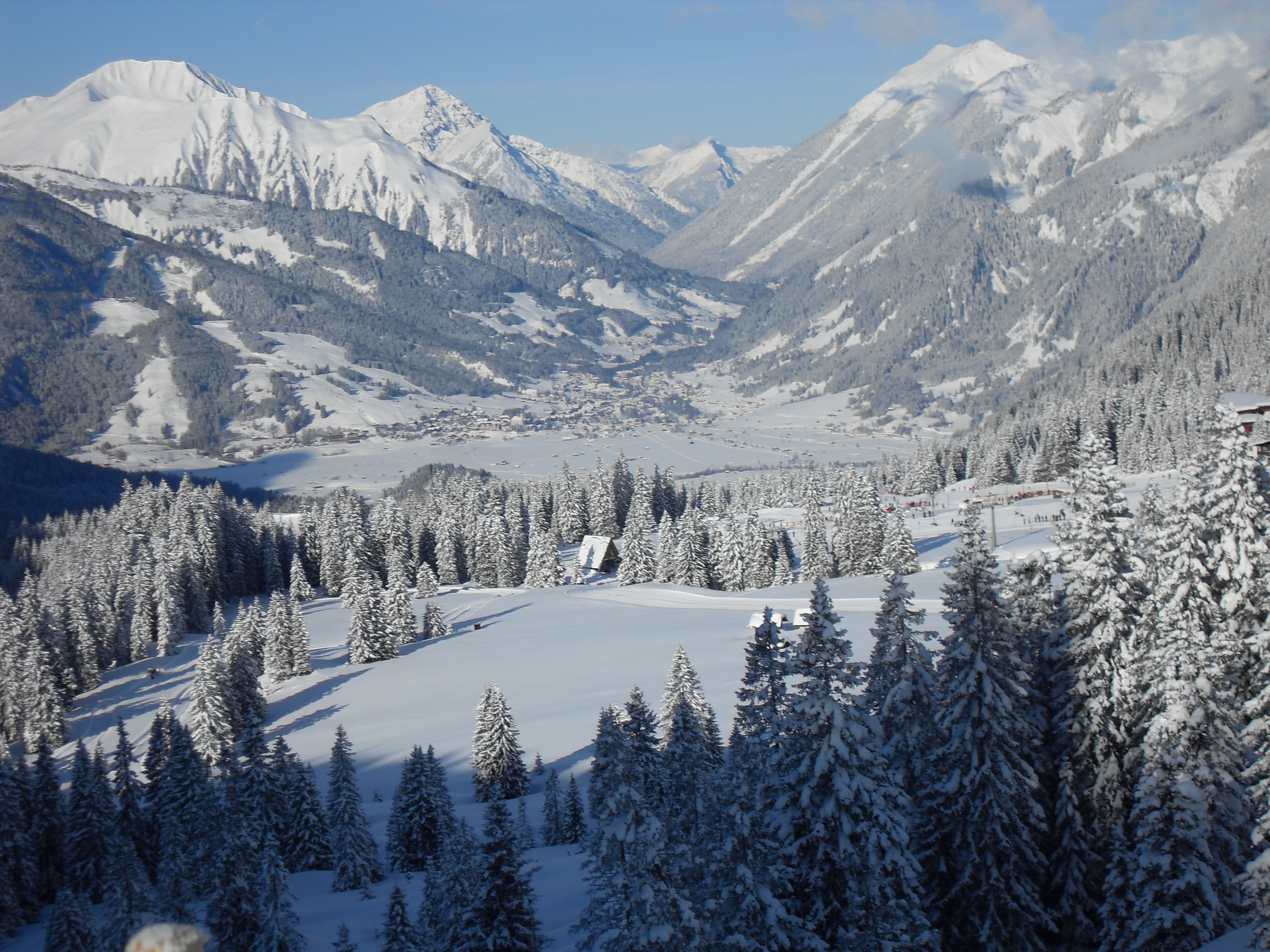
Ehrwald, a l'hivern.
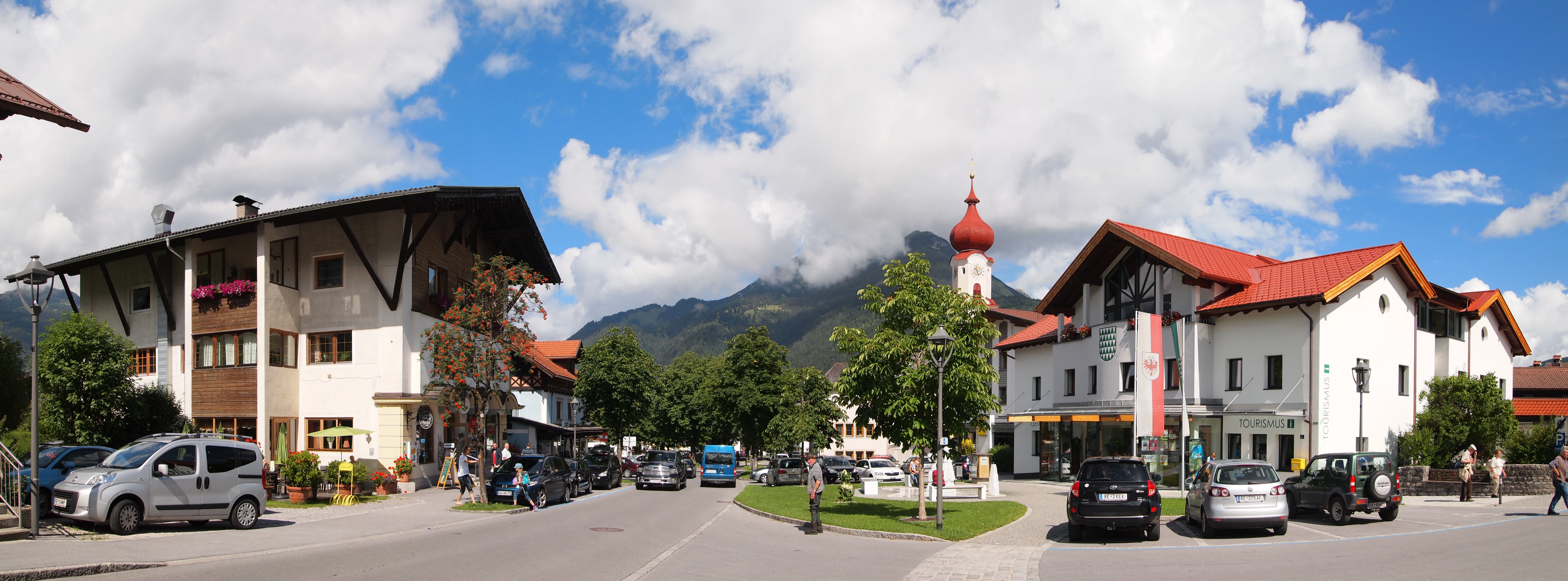
Centre del poble

## Personalitats
- Clemens Krauss, director d'orquestra austríac.
- Viorica Ursuleac, soprano.